# Saxifraga setigera
Saxifraga setigera là một loài thực vật có hoa trong họ Saxifragaceae. Loài này được Pursh miêu tả khoa học đầu tiên năm 1814.